# Percoll

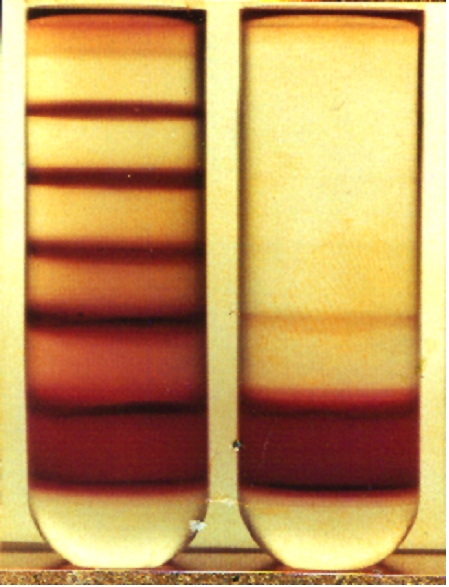
Concentración de eritrocitos infectados por P. falciparum mediante gradiente de densidad discontinuo en Percoll.

El Percoll  es una herramienta para realizar separaciones por densidad de forma más eficiente. Se emplea para el aislamiento de células, orgánulos y/o virus mediante centrifugación en gradiente de densidad. Está técnica fue formulado inicialmente por Pertoft y consiste en partículas de sílice coloidales de 15-30 nm de diámetro (23% m/m en agua) rodeadas de polivinilpirrolidona (PVP).
El Percoll es adecuado para experimentos en gradiente de densidad, ya que posee una viscosidad baja comparada a compuestos alternativos, así como una baja osmolaridad y nula toxicidad para las células o sus componentes.

## Uso en reproducción artificial
El Percoll ha sido empleado en el pasado en técnicas de reproducción asistida para seleccionar el esperma del semen mediante centrifugación en gradiente de densidad para su empleo posterior en técnicas como la fecundación in vitro o la inseminación artificial.  Sin embargo, en 1996 se envió una carta a los laboratorios estableciendo que el Percoll debía ser utilizado para investigación y no para su empleo clínico. Esto se debió a que aparecieron indicios de que la PVP podía causar daño al esperma (un asunto no demostrado aún) y que algunos lotes de Percoll contenían altos niveles de endotoxinas (esta vez sí demostrado). Posteriormente, también se relegó su uso con otros tipos celulares que fueran a ser introducidos en un paciente, ya que la endotoxina podía provocar fiebre e inflamación severa. Desde entonces se ha sustituido por otros coloides presentes en el mercado.
- Datos: Q3375169